# Paesi megadiversi
I paesi megadiversi  sono un gruppo di paesi che detengono la maggioranza delle specie viventi e sono pertanto considerati come i più ricchi di biodiversità del pianeta. Il Centro di monitoraggio per la Conservazione della Natura (UNEP-WCMC), un'agenzia delle Nazioni Unite, ha individuato 17 paesi megadiversi e la maggior parte si trovano nelle aree tropicali. I 17 paesi individuati sono (ordine alfabetico):
- Australia
- Brasile
- Cina
- Colombia
- Ecuador
- Filippine
- India
- Indonesia
- Madagascar
- Malaysia
- Messico
- Papua Nuova Guinea
- Perù

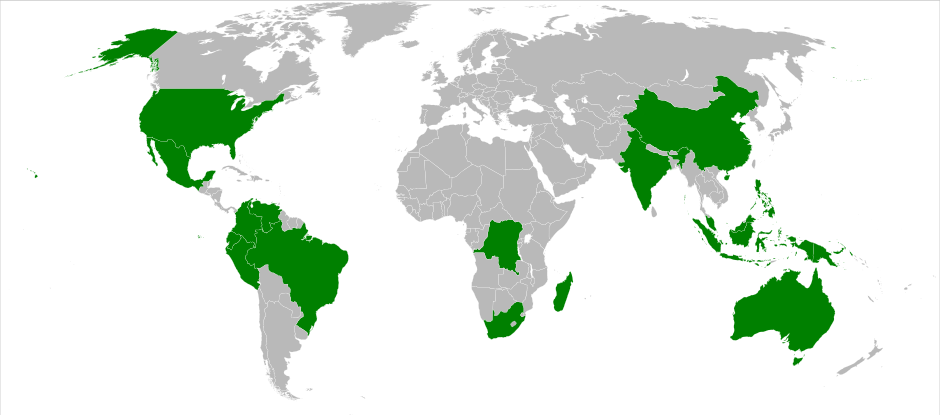
Localizzazione dei paesi megadiversi.

- Repubblica Democratica del Congo
- Stati Uniti
- Sudafrica
- Venezuela

## Riunione di Cancún
Il 18 febbraio 2002, i ministri responsabili per l'ambiente e i delegati di Brasile, Cina, Colombia, Costa Rica, India, Indonesia, Kenya, Messico, Perù, Filippine, Sudafrica e Venezuela si riunirono nella città messicana di Cancún, dichiarando di istituire un gruppo di Paesi megadiversi con lo scopo di avviare un progetto di cooperazione per la conservazione della biodiversità. Con la "Dichiarazione di Cancun" i paesi firmatari hanno avviato un meccanismo di consultazione e cooperazione con riunioni annuali a livello ministeriale. Il gruppo ha dichiarato di fare appello per tali accordi anche ai paesi che non hanno firmato la Convenzione sulla diversità biologica, il Protocollo di Cartagena e il Protocollo di Kyoto.
I paesi che firmarono la dichiarazione furono i seguenti, in ordine alfabetico:
- Brasile
- Cina
- Colombia
- Costa Rica
- Ecuador
- India
- Indonesia
- Kenya
- Messico
- Perù
- Sudafrica
- Venezuela

Oltre ai paesi firmatari, attualmente fanno parte del gruppo di cooperazione anche Bolivia, Filippine, Madagascar, Malaysia e Repubblica Democratica del Congo.